# Neorrhina octopunctatum
Neorrhina octopunctatum är en skalbaggsart som beskrevs av Hermann Burmeister 1842. Neorrhina octopunctatum ingår i släktet Neorrhina och familjen Cetoniidae. Inga underarter finns listade i Catalogue of Life.